# Klaus Huber

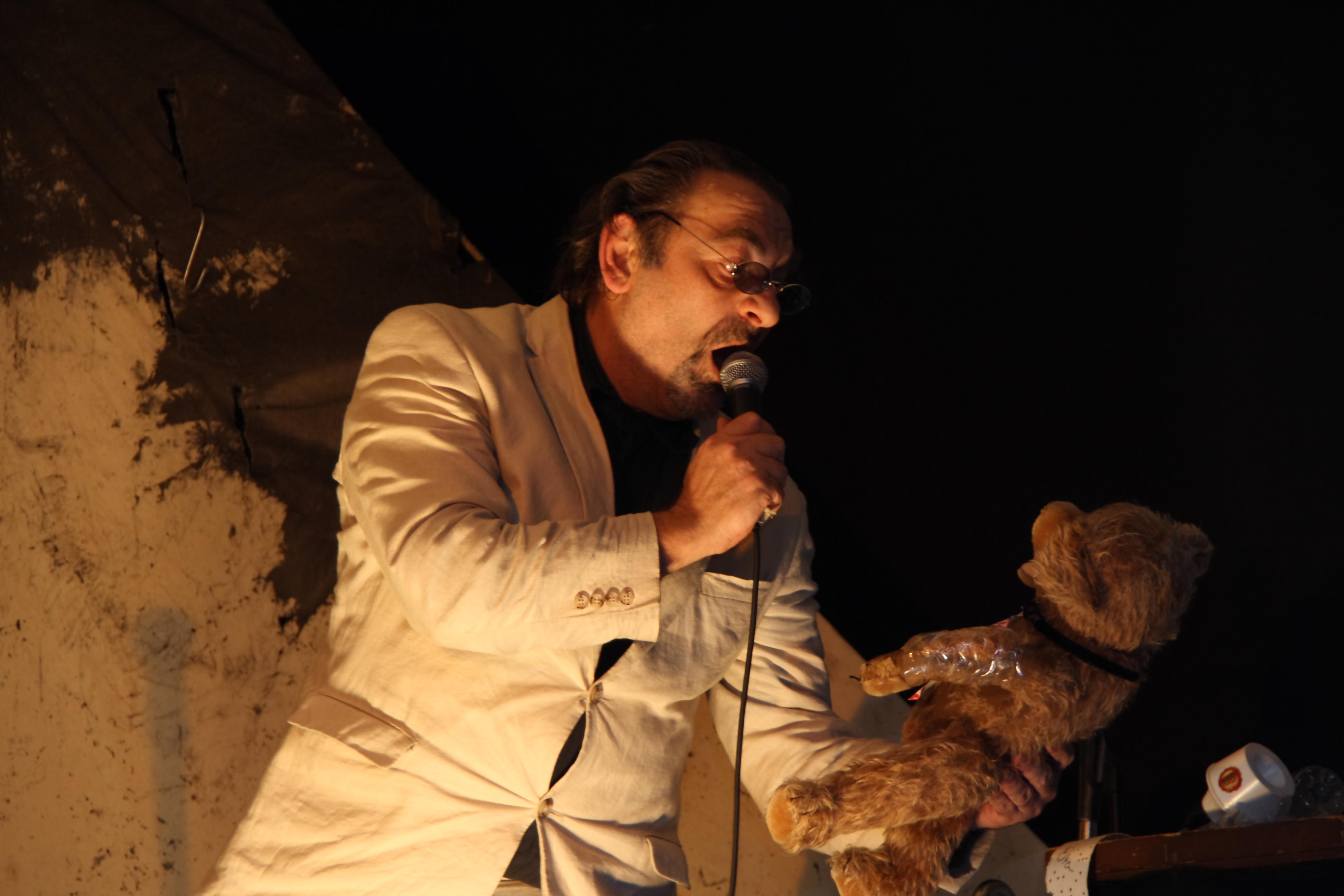
Klaus Huber

Klaus Huber (30. listopadu 1924 Bern – 2. října 2017 Perugia, Itálie) byl švýcarský skladatel.

## Život
Švýcarský skladatel Klaus Huber se narodil v Bernu, 30. listopadu 1924. Navštěvoval základní školu v Basileji a pedagogický kurz v Curychu. Studoval hru na housle u Stefi Geyer (1947–1949) a teorii s kompozicí u svého dědečka Willyho Burkhardema (1947–1955) na Konzervatoři v Curychu, kde následně v letech 1950–1960 vyučoval hru na housle. Pokračoval ve studiích na Staatliche Hochschule für Musik v Berlíně u Borise Blachera (1955–1956).
V roce 1955 bylo jeho dílo hráno na International Gaudeamus music week, v nizozemském Bilthovenu. Roku 1959 byla Huberovi udělena první cena za komorní hudbu ve skladatelské soutěži ISCM, během World Music Days IGNM v Římě.
Vyučoval hudební dějiny na Konzervatoři v Lucernu (1960–1963). Jeho skladby jsou hrány na Internationale Ferienkurse für Neue Musik v Darmstadtu. V letech 1961–1972 vyučoval na Akademii v Basileji, kde je od roku 1964 ředitelem skladatelské a instrumentální katedry a od roku 1968 ředitelem hudebních skladatelských kurzů. Huber je členem mezinárodní poroty ISCM World Music Days (1965, 1969, 1987) a ředitelem kurzů a seminářů na mezinárodní skladatelské soutěži Gaudeamus foundation v Bilthovenu v Nizozemsku (1966, 1968, 1972).
Na jaře 1968 byl pozván Sovětským skladatelským sdružením do Sovětského svazu (Moskva, Leningrad, Kyjev). 1969 založil Huber mezinárodní skladatelský seminář v Künstlerhaus Boswil ve Švýcarsku. V roce 1973 vyhrál stipendium od Deutscher Akademischer Austauschdienst (DAAD) v Berlíně. Huber se stal následovníkem Wolfganga Fortnera na Staatliche Hochschule für Musik ve Freiburgu, ředitelem skladatelského oddělení a Institutu pro současnou hudbu. V letech 1979–1982 byl prezidentem Švýcarské skladatelské asociace.
Roku 1983 cestoval poprvé do Nikaraguy, kde se setkal s Ernestem Cardenalem; následují přednášky v Havaně na Kubě. O rok později přednášky "Cursos latinoamericanos por la musica contemporanea" v Tatui v Brazílii. Druhá cesta do Nikaraguy, kde přednáší na Escuela Nacional de Musica v Manague. Je hostujícím profesorem na the McGill University v Montréalu v Kanadě a na Accademia Chigiana v Sieně. 1986 cyklus přednášek na univerzitách v Tokiu, Nagoyi a Hirošimě v Japonsku. Byl hostujícím profesorem IRCAM (1986, 1988, 1990, 1993) a Conservatoire National Supérieur de Musique (1987, 1989, 1992) v Paříži.
Vyučoval na letních kurzech pro mladé skladatele v Radziejowice v Polsku (1987), skladatelských seminářích a přednáškách na konzervatořích v Malmö a Stockholmu (1989). 1990 Huber odstoupil z pedagogického postu na Staatliche Hochschule für Musik ve Freiburgu a pokračoval s mistrovskými kurzy v Luzernu / Boswilu (1994), skladatelském semináři na Schloss Schielleiten v Grazu (1994) a mistrovských kurzech na Hochschule für Künste v Brémách (1997).
Byl hostujícím profesorem na Sibeliově akademii v Helsinkách (1990), Royal Academy of Music v Londýně (1991), Conservatoire de Musique v Ženevě (1991), Brandenburgisches Kolloquium Neue Musik v Berlíně (1991), Scuola Civica di Musica v Miláně (1992–1993), Winterthur, Viitasari Akiyoshidai Festivalu v Japonsku (1995), Lyon Conservatoire (1996), Aristoxenos-Masterclass v Aigion v Řecku (1996), Konzervatoři v Sarajevu (1997), Grieg Academy v Bergenu (1998) a University of Alcalà ve Španělsku (1998).
Huber byl rezidenčním skladatelem na Akademii v Basileji (1992), na Musica Festival ve Štrasburku (1992), Huddersfield Festival (1992), Centre Acanthes, Villeneuve lez Avignon (1993), New Music Concerts v Torontu (1993), Internationale Musikfestwochen v Luzernu (1994); Winterthur, Viitasari a Akiyoshidai Festival v Japonsku (1995), v Caracasu (1997) a Bergen Festival (1998).
V roce 1998 založil koncertní řadu "Musica insieme Panicale" v Umbrii v Itálii. Jeho současná díla byla hrána na Lucerne Festival, Festival Musica ve Štrasburku a na Varšavském podzimu. Huber je sociálně a politicky uvědomělý skladatel, jeho hudba je často nositelem humanistického vzkazu.
Od 1975 je jeho dílo publikováno Ricordi Editions v Mnichově. Rukopisy skladeb jsou k dispozici v Nadaci Paula Sachera v Basileji. Je autorem různých publikací, např. "Umgepflügte Zeit" (Cologne, 1999), "Unterbrochene Zeichen – Klaus Huber" (Saarbrücken, 2005) a "Klaus Huber: Von Zeit zu Zeit, Das Gesamtschaffen" (2009).
Klaus Huber je členem "Bayerische Akademie der Schönen Künste", "Akademie der Künste Berlin" a "Freie Akademie der Künste Mannheim", čestným členem ISCM a byl mu udělen čestný doktorát Univerzity ve Štrasburku. Mezi cenami, které obdržel, jsou i "Beethovenpreis of the city of Bonn" (1970), "Prize of the Swiss Composers" (1975), "Artprize" města Basileje (1978), "Reinhold-Schneider-Prize" města Freiburgu (1985), "Premio Italia" (1986), "European Church Music Prize" města Schwäbisch Gmünd (2009), "Music Prize Salzburg" (2009) a prestižní "Ernst von Siemens-Musikpreis" (2009). Žije v Itálii.
Spolu s dalšími 11 skladateli – přáteli (Conrad Beck, Luciano Berio, Pierre Boulez, Benjamin Britten, Henri Dutilleux, Wolfgang Fortner, Alberto Ginastera, Cristóbal Halffter, Hans Werner Henze, Heinz Holliger a Witold Lutosławski) švýcarského dirigenta a mecenáše Paula Sachera (1906–1999), byl požádán ruským violoncellistou Mstislavem Rostropovičem, aby u příležitosti Sacherových 70. narozenin napsal skladbu pro sólové violoncello, s použitím not obsažených v jeho jméně (eS, A, C, H, E, Re). Klaus huber vytvořil TRANSPOSITIO AD INFINITUM. Skladby byly částečně uvedeny v Curychu, 2. května 1976. Celý projekt "eSACHERe" byl uveden (poprvé v kompletním provedení) českým violoncellistou Františkem Brikciem, v roce 2011 v Praze.